# AS Cannes
Die Association Sportive de Cannes ist ein französischer Fußballverein aus der Stadt Cannes an der Côte d’Azur im südfranzösischen Département Alpes-Maritimes.
Gegründet wurde er 1902, die Fußballabteilung kam 1909 dazu; von 1946 bis 1951 hieß der Verein AS Cannes-Grasse. Die Vereinsfarben sind Rot und Weiß. Die Ligamannschaft spielt normalerweise im Stadion Stade Pierre de Coubertin, das eine Kapazität von 9.819 Plätzen aufweist.

## Ligazugehörigkeit
Erstklassig (Division 1, seit 2002 in Ligue 1 umbenannt) spielte der Klub 1932–1943, 1944–1949, 1965/66, 1987–1992 und 1993–1998. 2011 wurde die Mannschaft aus der National in die vierte Liga (CFA) relegiert, in der sie auch 2013/14 antrat und lange Zeit sogar chancenreich um den Aufstieg in die dritte Liga mitspielte. Nach Saisonende ereilte die AS, die auch im Landespokal das Achtelfinale erreicht hatte, aufgrund eines Defizits von 2,7 Mio. Euro allerdings die Zwangsrelegation in die siebte Liga. Nach dem direkten Aufstieg in die Sechstklassigkeit 2015 schaffte die Mannschaft 2017 den Aufstieg in die fünftklassige National 3. Dort wurde sie 2023 Meister ihrer Staffel und spielte anschließend in der National 2 im vorderen Tabellenbereich mit. Im Wettbewerb um die Coupe de France 2024/25 machte der Klub auf sich überregional aufmerksam und erreichte als Viertligist das Halbfinale.

## Erfolge
- Französischer Vizemeister: 1933
- Französischer Pokalsieger: 1932

## Für den Verein bedeutende, ehemalige Spieler und Trainer
| - William Aitken - Jean Baeza - Charles Bardot - Bruno Bellone - David Bettoni - Maurice Cottenet - Yvon Douis - Michel Dussuyer | - Abdelkader Ferhaoui - Luis Fernández - Kamel Ghilas - David Jemmali - Jan Koller - Ruud Krol - Charly Loubet - Gaël Clichy | - Johan Micoud - Norbert Nachtweih - Yannick Stopyra - Safet Sušić - Patrick Vieira - Jonathan Zebina - Zinédine Zidane |